# سانتياغو موسكيرا
سانتياغو موسكيرا (بالإسبانية: Harold Santiago Mosquera)‏ هو لاعب كرة قدم كولومبي في مركز مهاجم ‏، ولد في 7 فبراير 1995 في بوينافينتورا في كولومبيا. لعب مع نادي دالاس.

## وصلات خارجية
- سانتياغو موسكيرا على موقع الدوري الأمريكي (الإنجليزية)
- سانتياغو موسكيرا على موقع قاعدة بيانات كرة القدم.إي يو (الإنجليزية)
- سانتياغو موسكيرا على موقع Soccerway.com (الإنجليزية)
- سانتياغو موسكيرا على موقع عالم كرة القدم.نت (الإنجليزية)
- سانتياغو موسكيرا على موقع AS.com (الإسبانية)